# Каажихин
Каажихи́н — посёлок в Сарпинском районе Калмыкии, в составе Салынтугтунского сельского муниципального образования.
Население — 181 (2012)

## История
Дата основания посёлка не установлена. Предположительно оседлый посёлок основан в начале 1920-х годов. В 1930-х использовался вариант названия — Кадженкин. Посёлок входил в состав Сарпинского улуса Калмыцкой АО, (с 1935 года — Калмыцкой АССР).
28 декабря 1943 года калмыцкое население было депортировано. На основании Указом Президиума Верховного Совета РСФСР от 27 декабря 1943 года «О ликвидации Калмыцкой АССР и образовании Астраханской области в составе РСФСР» посёлок Ики Заргакин, как и другие населённые пункты Сарпинского района, был передан Сталинградской области.
В справочнике по истории административно-территориального деления Волгоградской (Сталинградской) области за 1936—2007 года имеются сведения о посёлке Гиджикин, однако однозначно установить соответствие с посёлком Кадженкин не удалось.
В 1956 году после отмены ограничений по передвижению на территорию бывшей Калмыцкой АССР начали возвращаться калмыки. В 1957 году посёлок передан вновь образованной Калмыцкой автономной области (с 1958 года — Калмыцкая АССР).
В поздний советский период посёлок носил название «Сал». Позднее присвоено современное название Каажихин.

## Физико-географическая характеристика
Посёлок расположен в пределах западной покатости Ергенинской возвышенности, являющейся частью Восточно-Европейской равнины, на левом берегу реки Кара-Сал, на высоте около 70 метров над уровнем моря. Рельеф местности холмисто-равнинный, в границах посёлка имеется водоём (старица реки Кара-Сал)
По автомобильной дороге расстояние до столицы Калмыкии города Элиста составляет 240 км, до районного центра села Садовое — 68 км, до административного центра сельского поселения посёлка Салын-Тугтун — 5,7 км.
Часовой пояс
Каажихин, как и вся Республика Калмыкия, находится в часовой зоне МСК (московское время). Смещение применяемого времени относительно UTC составляет +3:00.

## Население
| 2002 | 2010 | 2012 |
| ---- | ---- | ---- |
| 199  | ↘170 | ↗181 |

Национальный состав
Согласно результатам переписи 2002 года большинство населения посёлка составляли калмыки (100 %)
| Национальность | Численность (2010) | Процент |
| -------------- | ------------------ | ------- |
| Калмыки        | 164                | 100%    |
| Всего          | 164                | 100%    |

## Социальная сфера
В посёлке действует Сальская основная школа